# Bohdan Szust
Bohdan Romanowycz Szust, ukr. Богдан Романович Шуст (ur. 4 marca 1986 w Sądowej Wiszni) – ukraiński piłkarz, grający na pozycji bramkarza w ukraińskim klubie Inhułeć Petrowe, reprezentant Ukrainy.

## Kariera piłkarska

### Kariera klubowa
Rozpoczął karierę piłkarską w klubie Karpaty Lwów. Do zespołu juniorów trafił jako nastolatek, a w 2004 roku został włączony do kadry pierwszej drużyny i w sezonie 2004/05 zadebiutował w Perszej Lidze Ukrainy. W zespole Karpat wystąpił w 5 ligowych meczach będąc jednym z rywali Macieja Nalepy.
W sezonie 2005/06 w Karpatach rozegrał 14 meczów w Karpatach, a zimą ten utalentowany bramkarz został zakupiony przez Szachtar Donieck. W jego barwach zadebiutował 15 lutego w meczu Pucharu UEFA z Lille OSC (2:3). W rundzie wiosennej rozegrał 8 ligowych meczów rywalizując o miejsce w składzie z Dmytro Szutkowem oraz Janem Laštůvką, a dobrą postawą przyczynił się do wywalczenia mistrzostwa Ukrainy. W sezonie 2006/07 został z Szachtarem wicemistrzem kraju oraz wystąpił w 4 meczach grupowej fazy Ligi Mistrzów. Latem 2009 został wypożyczony do Metałurha Donieck, na początku 2010 do Zorii Ługańsk, w grudniu 2010 do Illicziwca Mariupol. W maju 2011 powrócił do Szachtara, ale potem do końca roku kontynuował występy w mariupolskiej drużynie. Podczas przerwy zimowej sezonu 2012/13 przeszedł do Metalista Charków. Na początku marca 2015 Metalist anulował kontrakt z piłkarzem, a 7 marca 2015 został piłkarzem Wołyni Łuck. 3 czerwca 2016 przeszedł do Worskły Połtawa. 2 czerwca 2019 przeszedł do Inhulca Petrowe.
| Sezon   | Klub                | Kraj    | Rozgrywki          | Mecze | Bramki |
| ------- | ------------------- | ------- | ------------------ | ----- | ------ |
| 2004/05 | Karpaty Lwów        | Ukraina | Persza Liha        | 5     | 0      |
| 2005/06 | Karpaty Lwów        | Ukraina | Persza Liha        | 14    | 0      |
| 2005/06 | Szachtar Donieck    | Ukraina | Wyszcza Liha       | 9     | 0      |
| 2006/07 | Szachtar Donieck    | Ukraina | Wyszcza Liha       | 14    | 0      |
| 2007/08 | Szachtar Donieck    | Ukraina | Wyszcza Liha       | 5     | 0      |
| 2008/09 | Szachtar Donieck    | Ukraina | Premier Liha       | 0     | 0      |
| 2009/10 | Metałurh Donieck    | Ukraina | Premier Liha       | 5     | 0      |
| 2009/10 | Zoria Ługańsk       | Ukraina | Premier Liha       | 7     | 0      |
| 2010/11 | Zoria Ługańsk       | Ukraina | Premier Liha       | 7     | 0      |
| 2010/11 | Illicziweć Mariupol | Ukraina | Premier Liha       | 9     | 0      |
| 2011/12 | Illicziweć Mariupol | Ukraina | Premier Liha       | 12    | 0      |
| 2011/12 | Metałurh Donieck    | Ukraina | Premier Liha       | 1     | 0      |
| 2012/13 | Metałurh Donieck    | Ukraina | Premier Liha       | 0     | 0      |
| 2012/13 | Metalist Charków    | Ukraina | Premier Liha       | 1     | 0      |
| 2013/14 | Metalist Charków    | Ukraina | Premier Liha       | 3     | 0      |
|         |                     |         | Łącznie w karierze | 56    | 0      |

### Kariera reprezentacyjna
Najpierw występował w młodzieżowej młodzieżowej reprezentacji Ukrainy. 28 lutego 2006 zadebiutował w pierwszej reprezentacji Ukrainy w zremisowanym 0:0 meczu towarzyskim z Azerbejdżanem. Został też powołany do kadry na mistrzostwa świata w Niemczech, na których był rezerwowym bramkarzem dla Ołeksandra Szowkowskiego i nie rozegrał żadnego meczu, a Ukraina dotarła do ćwierćfinału tego turnieju.

## Sukcesy i odznaczenia

### Sukcesy klubowe
- mistrz Ukrainy: 2006, 2008
- wicemistrz Ukrainy: 2007
- zdobywca Pucharu Ukrainy: 2008
- zdobywca Superpucharu Ukrainy: 2008
- finalista Pucharu Ukrainy: 1999 (z Karpatami)
- zdobywca Pucharu UEFA: 2009

### Sukcesy reprezentacyjne
- brązowy medalista Europy U-19: 2004
- ćwierćfinalista Mistrzostw Świata: 2006

### Odznaczenia
- Order „Za odwagę” III klasy: 2006[10]
- Medal „Za pracę i zwycięstwo”: 2009[11].